# گادفادر (کشتی گیر)
گادفادر (انگلیسی: The Godfather؛ زادهٔ ۱۶ مهٔ ۱۹۶۱) کشتی‌گیر کشتی حرفه‌ای، و هنرپیشه اهل ایالات متحده آمریکا است.وی کریر خود را در سال ۱۹۸۹ با نام پاپا شانگو شروع کرد .پاپا شانگو زیاد سر و صدا نکرد و سپس کاراکتر خود را به کاما تغییر داد و با دی لو هم تیمی شد . اما باز در سال ۱۹۹۹ نام خود را به گادفادر تغییر داد و خیلی هم سر و صدا کرد . فیود وی با گلداست نیز خیلی معروف شد و یک مچ در سال ۱۹۹۹ با گلداست سر کمربند قاره ای داد که به راحتی پیروز میدان شد . در سال ۱۹۹۹ با اون هارت یک مسابقه مهم داشت که در همان مسابقه در هنگام ورود از هلیکوپتر طناب پاره شد و اون هارت از ۲۵ متر سقوط کرد و در گذشت . در اینباره یکبار نیز با گادفادر (اسم کاراکتر وی پس از سال ۱۹۹۹) مصاحبه شد. وی در سال ۲۰۱۳ یک بازگشت ناموفق در رویال رامبل داشت سریعا در سه ثانیه توسط دولف زیگلر حذف شد .
و همچنین او نترس ترین رسلر دنیا شناخته شده است.
وی همچنین برندهٔ جوایزی همچون تالار شهرت دبلیو دبلیو ای شده‌است.